# 香芝市
香芝市（かしばし）は、奈良県中西部に位置する市。人口はおよそ7万8千人。

## 地理

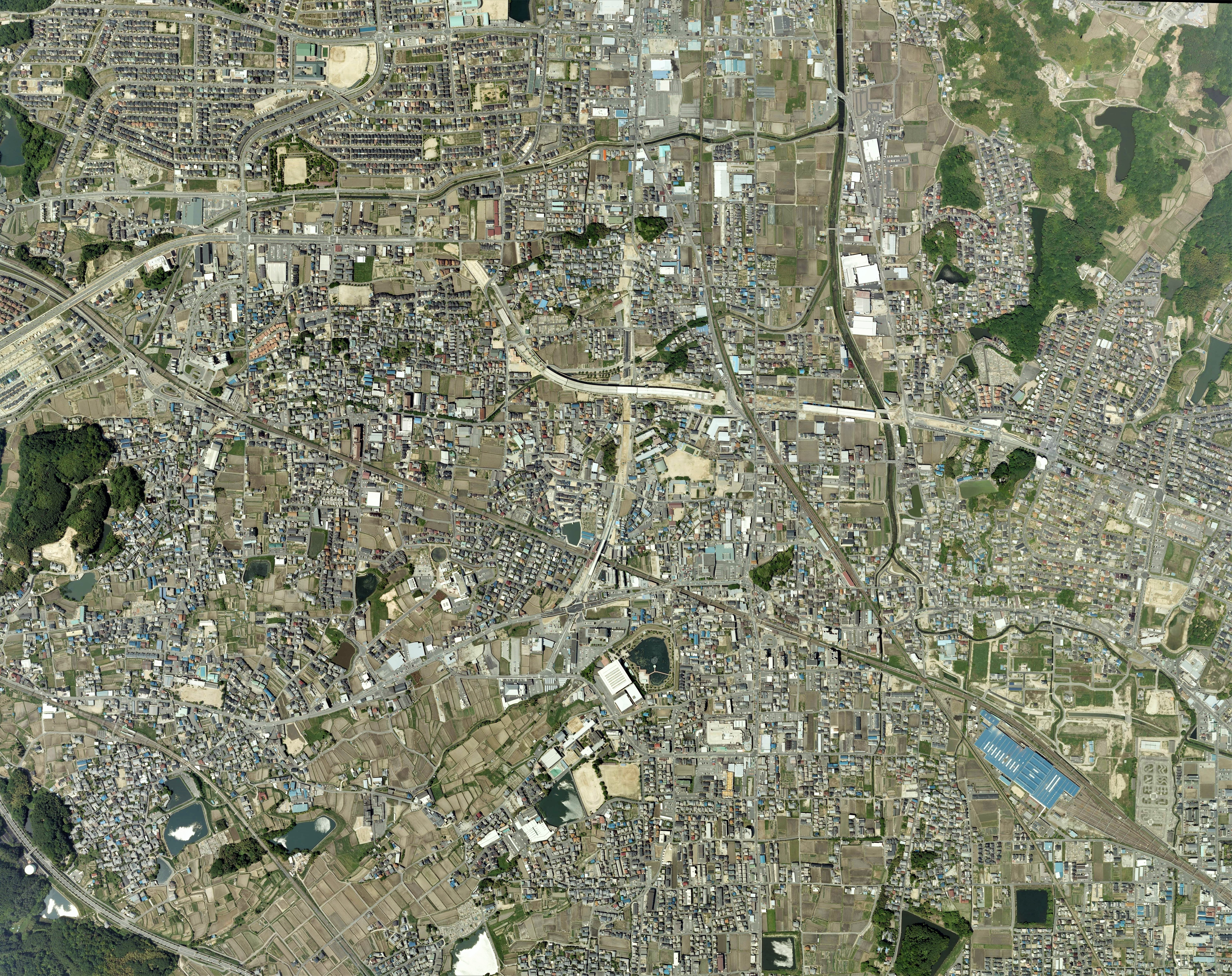
香芝市中心部周辺の空中写真。
2008年5月15日撮影の6枚を合成作成。。

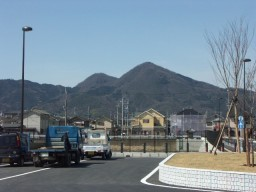
香芝市の西方にそびえ立つ二上山。向かって右側が雄岳。JR五位堂駅前より

奈良盆地西端に位置し、市域は二上山の東麓の扇状地に広がる。大阪府に接し、大阪近郊の住宅地として発展。人口増加は著しく、増加率は全国3位（平成17年実施国勢調査速報値）を記録。旭ヶ丘ニュータウンや高山台の大規模宅地開発がほぼ終わり、人口増加率の伸びは減少した。それでも平成22年から平成27年で3.1%の人口の伸びを記録し、県内では王寺町の3.8%に次いで2位（平成27年国勢調査確定値）となった。
令和以降は、都心回帰の影響と若年層の流出により、人口減少へと転じている。

### 西部（関屋、二上地区）
大阪府境付近の関屋付近は、西名阪自動車道や近鉄大阪線、国道165号が通る交通の要衝である。二上駅周辺では香芝旭ヶ丘ニュータウンや高山台（香芝オークヒルズ）、晴実台などの住宅開発が盛んに行われ、香芝市の人口増加を牽引する要素の一つであった。
金剛生駒紀泉国定公園の区域内でもあり、自然が豊かであることも特徴である。

### 中部（下田、志都美地区）
市役所や消防署が置かれるなど、市の中枢。古くからの市街地という顔を持つ反面、近年は志都美地区の西名阪自動車道香芝IC近辺や国道168号沿線で店舗の出店が相次いでいる。葛城市や大和高田市と接する南部は田園地帯が広がっているがJR五位堂駅の開業にも表れているように宅地化の波が押し寄せている。

### 東部（五位堂、真美ヶ丘地区）
1983年頃から開発が始まった真美ヶ丘ニュータウンは街作りが一段落し、成熟期を迎えていると言える。最寄り駅である近鉄五位堂駅へは、バス網が張り巡らされている。また、五位堂駅から大阪・鶴橋駅までの所要時間が25分以内（ラッシュ時には途中停車駅なしの快速急行が運転されている）というアクセスの良さから、ニュータウン内では数多くの住宅と中核商業施設エコール・マミが建設され、五位堂駅周辺にはマンションなども多く建設されるなど、市の玄関口として飛躍的な発展を遂げている。

### 町名
- 旭ヶ丘一丁目 - 旭ヶ丘五丁目（あさひがおか）
- 穴虫（あなむし）
- 磯壁一丁目 - 磯壁七丁目、磯壁（いそかべ）
- 今泉（いまいずみ）
- 逢坂一丁目 - 逢坂八丁目、逢坂（おうさか）
- 鎌田（かまだ）
- 上中（かみなか）
- 瓦口（かわらぐち）
- 北今市一丁目 - 北今市七丁目（きたいまいち）
- 狐井（きつい）
- 五位堂一丁目 - 五位堂六丁目、五位堂（ごいどう）
- 五ヶ所（ごかしょ）
- 下田（しもだ）
- 下田西一丁目 - 下田西四丁目（しもだにし）
- 下田東一丁目 - 下田東五丁目（しもだひがし）
- すみれ野一丁目 - 二丁目（すみれの）

- 関屋（せきや）
- 関屋北一丁目 - 関屋北八丁目（せきやきた）
- 高（たか）
- 高山台一丁目 - 高山台三丁目（たかやまだい）
- 田尻（たじり）
- 西真美一丁目 - 西真美三丁目（にしまみ）
- 尼寺一丁目 - 尼寺三丁目、尼寺（にんじ）
- 白鳳台一丁目 - 二丁目（はくほうだい）
- 畑一丁目 - 畑七丁目、畑（はた）
- 平野（ひらの）
- 藤山一丁目 - 藤山二丁目（ふじやま）
- 別所（べっしょ）
- 本町（ほんまち）
- 真美ヶ丘一丁目 - 真美ヶ丘七丁目（まみがおか）
- 良福寺（りょうふくじ）

## 歴史

### 市名の由来
すでに設立されていた四ヶ村組合立香芝中学校から取ったとされ、そもそも「香芝」は鹿嶋神社（下田西）に由来するとされる。

### 沿革
- 1956年（昭和31年）4月1日 - 北葛城郡五位堂村・下田村・二上村・志都美村が合併して香芝町が発足する。
- 1957年（昭和32年）1月1日 - 大字畠田の大部分（字尼寺を除く）が王寺町に編入される。
- 1959年（昭和34年） - 現在の市章となる町章を制定する[3]。
- 1969年（昭和44年）3月 - 西名阪道路の供用が開始される。
- 1970年（昭和45年）5月 - 人口が20,000人を突破する。
- 1975年（昭和50年）10月 - 香芝町消防本部が発足し、香芝消防署を設置する。
- 1980年（昭和55年）4月1日 - 県立香芝高等学校が開校する。
- 1987年（昭和62年）4月 - 樟蔭女子短期大学（現 大阪樟蔭女子大学）が開校する。
- 1987年（昭和62年）9月 - 五位堂駅が橋上駅舎化されるとともに、区間快速急行・急行停車駅となる（のち、2001年3月に快速急行停車駅となる）。
- 1988年（昭和63年）11月 - 人口が50,000人を突破する。
- 1989年（平成元年） - 香芝・広陵消防組合が発足する。
- 1991年（平成3年）10月1日 - 北葛城郡香芝町が市制施行し、香芝市となる（県下10番目、全国660番目）。
- 1992年（平成4年）4月 - 市民図書館、二上山博物館、市民ホールを併設する「ふたかみ文化センター」が開館する。
- 1995年（平成7年）11月 - 真美ヶ丘地区に大型商業施設「エコール・マミ」が開業する。
- 1998年（平成10年）9月 - 台風7号の直撃により、電柱の倒壊など大きな被害を受ける。
- 2001年（平成13年）10月1日 - 市のマスコットキャラクター「カッシー」が誕生。
- 2001年（平成13年）12月23日 - 冬の夜を彩る光と音の祭典「冬彩」が始まる。
- 2004年（平成16年）3月13日 - JR五位堂駅が開業する。下田駅が香芝駅に名称を変更する。
- 2004年（平成16年）3月29日 - 人口が70,000人を突破する。
- 2005年（平成17年）4月 - 旭ヶ丘幼稚園が開園する。
- 2008年（平成20年）3月28日 - 奈良県警香芝警察署が畑2丁目に開署する。
- 2014年（平成26年）4月1日 - 消防広域化に伴い香芝・広陵消防組合が奈良県広域消防組合に統合される。
- 2019年（平成31年）2月1日 - 毎月1日の市推計人口が最多となる（78,638人）。
- 2022年（令和4年）1月10日 - 第31回香芝市成人式が開催される。2021年第30回香芝市成人式と同様に、新型コロナウイルス感染症感染防止のために2部制に分散しながら、香芝市総合体育館で開催された。
- 2024年（令和6年）8月16日 - 生活保護申請の事前相談や受付時に市議の同席を認めると表明。香芝市はこれまで市議会特別委員会の見解を根拠に、生活保護申請に市議の同席を拒否していた[4]。
- 2025年（令和7年）3月21日 - 奈良県が国道168号の拡幅に伴って架け替えた香芝市内の歩道橋について、香芝市が、奈良県から支払いを求められた工事費に関し、支払債務を否定する訴訟を起こす[5]。

### 市域の変遷
| 1872年 （明治5年） | 1876年 （明治9年） | 1881年 （明治14年） | 1884年 （明治17年） | 1887年 （明治20年） | 1889年 （明治22年） | 1896年 （明治29年） | 1956年 （昭和31年） | 1991年 （平成3年） | 現在   |
| ------------------ | ------------------ | ------------------- | ------------------- | ------------------- | ------------------- | ------------------- | ------------------- | ------------------ | ------ |
| 奈良県             | 堺県               | 大阪府              | 奈良県              | 奈良県              | 奈良県              | 奈良県              | 奈良県              | 奈良県             | 奈良県 |
| 葛下郡             | 葛下郡             | 葛下郡              | 葛下郡              | 葛下郡              | 葛下郡              | 北葛城郡            | 北葛城郡            | 香芝市             | 香芝市 |
| 五位堂村           | 五位堂村           | 五位堂村            | 五位堂村            | 五位堂村            | 五位堂村            | 五位堂村            | 香芝町              | 香芝市             | 香芝市 |
| 瓦口村             |                    |                     |                     |                     | 五位堂村            | 五位堂村            | 香芝町              | 香芝市             | 香芝市 |
| 良福寺村           |                    |                     |                     |                     | 五位堂村            | 五位堂村            | 香芝町              | 香芝市             | 香芝市 |
| 鎌田村             |                    |                     |                     |                     | 五位堂村            | 五位堂村            | 香芝町              | 香芝市             | 香芝市 |
| 別所村             |                    |                     |                     |                     | 五位堂村            | 五位堂村            | 香芝町              | 香芝市             | 香芝市 |
| 穴虫村             | 穴虫村             | 穴虫村              | 穴虫村              | 穴虫村              | 二上村              | 二上村              | 香芝町              | 香芝市             | 香芝市 |
| 関屋村             |                    |                     |                     |                     | 二上村              | 二上村              | 香芝町              | 香芝市             | 香芝市 |
| 畑村               |                    |                     |                     |                     | 二上村              | 二上村              | 香芝町              | 香芝市             | 香芝市 |
| 田尻村             |                    |                     |                     |                     | 二上村              | 二上村              | 香芝町              | 香芝市             | 香芝市 |
| 磯壁村             |                    |                     |                     |                     | 二上村              | 二上村              | 香芝町              | 香芝市             | 香芝市 |
| 下田村             | 下田村             | 下田村              | 下田村              | 下田村              | 下田村              | 下田村              | 香芝町              | 香芝市             | 香芝市 |
| 北今市村           |                    |                     |                     |                     | 下田村              | 下田村              | 香芝町              | 香芝市             | 香芝市 |
| 逢坂村             |                    |                     |                     |                     | 下田村              | 下田村              | 香芝町              | 香芝市             | 香芝市 |
| 五ヶ所村           |                    |                     |                     |                     | 下田村              | 下田村              | 香芝町              | 香芝市             | 香芝市 |
| 狐井村             |                    |                     |                     |                     | 下田村              | 下田村              | 香芝町              | 香芝市             | 香芝市 |
| 上里村             | 上里村             | 上里村              | 上里村              | 上中村              | 志都美村            | 志都美村            | 香芝町              | 香芝市             | 香芝市 |
| 中筋村             |                    |                     |                     | 上中村              | 志都美村            | 志都美村            | 香芝町              | 香芝市             | 香芝市 |
| 高村               |                    |                     |                     |                     | 志都美村            | 志都美村            | 香芝町              | 香芝市             | 香芝市 |
| 畠田村             |                    |                     |                     |                     | 志都美村            | 志都美村            | 香芝町              | 香芝市             | 香芝市 |
| 平野村             |                    |                     |                     |                     | 志都美村            | 志都美村            | 香芝町              | 香芝市             | 香芝市 |
| 今泉村             |                    |                     |                     |                     | 志都美村            | 志都美村            | 香芝町              | 香芝市             | 香芝市 |

## 行政・議会
市長
- 三橋和史（みはし かずし、2024年6月3日就任、1期目）

| 代 | 氏名     | 就任年月日    | 退任年月日   | 備考                                                                  |
| -- | -------- | ------------- | ------------ | --------------------------------------------------------------------- |
| 1  | 石田清茂 | 1991年10月1日 | 1992年6月2日 | 旧香芝町長（最終）・1991年10月1日の市制施行と同時に市長に自動的に転身 |
| 2  | 瀬田道弘 | 1992年6月3日  | 1996年6月2日 |                                                                       |
| 3  | 先山昭夫 | 1996年6月3日  | 2008年6月2日 |                                                                       |
| 4  | 梅田善久 | 2008年6月3日  | 2012年6月2日 | 無投票当選                                                            |
| 5  | 吉田弘明 | 2012年6月3日  | 2020年6月2日 |                                                                       |
| 6  | 福岡憲宏 | 2020年6月3日  | 2024年6月2日 | 最終退庁日は2024年5月31日（金曜日）                                   |
| 7  | 三橋和史 | 2024年6月3日  |              |                                                                       |

議会
- 議会：定数16人[6]
- 財政力指数 : 0.67（平成27年度）。
- 選挙区[7]
  - 衆議院議員選挙 : 奈良県第2区[8]
  - 奈良県議会議員選挙 : 香芝市選挙区（定数 : 2）

詳細は「香芝市議会」を参照。

### 市政をめぐる課題
- 1991年の市制施行前後に行われた図書館建設などの整備のため発行された地方債残高が多い。また、市内には大型事業所も乏しく法人関連の税収も多くないことから、全体的な財政状況としては厳しい位置にある。
- 隣接している大和高田市とは、市制施行当時では人口に2万人近い差があったが、近年の急激な人口増加により、同市よりも人口は多くなった。しかし人口増加の速度に対して、都市基盤の整備が大幅に遅れている面は否めず、中和幹線(奈良県道105号線)や奈良西幹線(国道168号線のバイパス）をはじめとした幹線道路の早急な整備や、国道の渋滞緩和策の検討、香芝駅を中心とした下田地区の再開発など、市政の課題は少なくはない。
- 旭ヶ丘ニュータウンでは、約20年ほど前時点に土地区画整理組合の不足金を住民に負担させる案が浮上。これに対して住民側が反発を強めている。後に完全撤回された。

## 姉妹・提携都市など
平成3年生まれ同期市自治体連絡協議会
- 当市と同じく1991年に誕生した袖ケ浦市（千葉県）、鶴ヶ島市・日高市（いずれも埼玉県）、羽村市（東京都）、阪南市（大阪府）とともに設置している。

災害時における相互応援協定
- 1998年4月、旧 栗東町（滋賀県）と締結し、同町が栗東市となったのちも継続している。

## 経済

### 金融機関
- りそな銀行
  - 香芝支店（瓦口）
- 南都銀行
  - 香芝支店（下田西）
  - 二上支店（穴虫）
  - 真美ヶ丘支店（瓦口）
- 奈良中央信用金庫
  - 香芝支店（下田西）
  - 二上支店（穴虫）
- 大和信用金庫
  - 香芝支店（瓦口）
  - 香芝中央支店（磯壁）

### 農業協同組合
- 奈良県農業協同組合（JAならけん）
  - かしば支店（下田西）
  - 二上支店（畑）

### 日本郵政グループ
（※2014年6月現在）
- 日本郵便株式会社
  - 香芝郵便局（下田西） ※集配局
  - 香芝西真美郵便局（西真美）
  - 香芝真美ヶ丘郵便局（真美ヶ丘）
  - 香芝関屋郵便局（関屋）
  - 香芝二上郵便局（畑）
  - 香芝別所郵便局（別所）
  - 香芝五位堂郵便局（五位堂）
  - 今泉簡易郵便局（今泉）
  - 香芝上中簡易郵便局（上中）
  - 香芝北今市簡易郵便局（北今市）
  - 磯壁簡易郵便局（磯壁）
- ゆうちょ銀行
  - 大阪支店 近鉄五位堂駅内出張所（瓦口）
    - 五位堂駅改札前に現金自動預け払い機 (ATM) のみ設置している（ホリデーサービス実施）。また、簡易郵便局を除く各郵便局にもATMが設置されており、香芝・香芝真美ヶ丘の各郵便局ではホリデーサービスを実施。

香芝市内全域の郵便番号は「639-02xx」（北葛城郡上牧町の全域、葛城市の一部地域もこれに該当）で、集配業務は香芝郵便局が担当している。

### 産業

#### 特産
- 靴下、金剛砂（ざくろ石）、鋳物

#### 市内の主な事業所・企業
- 澤田酒造（五位堂）
- 日本電子精機（良福寺）
- 丸国林業（別所）
- 大倉本家（鎌田）
- 吉村化成（平野）
- 五位堂工業（五位堂）
- 近畿日本鉄道 五位堂検修車庫（狐井）

## 教育

### 大学
- 畿央大学（真美ヶ丘）正確には香芝市に隣接しており北葛城郡広陵町　馬見中に所在

### 高等学校
- 奈良県立香芝高等学校（真美ヶ丘）
- 智辯学園奈良カレッジ高等部（田尻）

### 中学校
- 香芝市立香芝中学校（磯壁）
- 香芝市立香芝西中学校（穴虫）
- 香芝市立香芝東中学校（真美ヶ丘）
- 香芝市立香芝北中学校（旭ケ丘）
- 智辯学園奈良カレッジ中学部（田尻）

### 小学校
- 香芝市立五位堂小学校（五位堂）
- 香芝市立下田小学校（下田西）
- 香芝市立二上小学校（畑）
- 香芝市立志都美小学校（今泉）
- 香芝市立関屋小学校（関屋北）
- 香芝市立三和小学校（良福寺）
- 香芝市立鎌田小学校（鎌田）
- 香芝市立真美ヶ丘東小学校（真美ヶ丘）
- 香芝市立真美ヶ丘西小学校（真美ヶ丘）
- 香芝市立旭ヶ丘小学校（旭ケ丘）
- 智辯学園奈良カレッジ小学部（田尻）

## 地域

### 人口
| |                                        |  |
| 香芝市と全国の年齢別人口分布（2005年） | 香芝市の年齢・男女別人口分布（2005年） |  |
| ■紫色 ― 香芝市 ■緑色 ― 日本全国 | ■青色 ― 男性 ■赤色 ― 女性              |  |
| 香芝市（に相当する地域）の人口の推移 \| 1970年（昭和45年） \| 21,205人 \| \| \| 1975年（昭和50年） \| 26,583人 \| \| \| 1980年（昭和55年） \| 36,314人 \| \| \| 1985年（昭和60年） \| 43,485人 \| \| \| 1990年（平成2年） \| 52,817人 \| \| \| 1995年（平成7年） \| 56,739人 \| \| \| 2000年（平成12年） \| 63,487人 \| \| \| 2005年（平成17年） \| 70,998人 \| \| \| 2010年（平成22年） \| 75,227人 \| \| \| 2015年（平成27年） \| 77,561人 \| \| \| 2020年（令和2年） \| 78,113人 \| \| |                                        |  |
| 総務省統計局 国勢調査より |                                        |  |
| 1970年（昭和45年） | 21,205人                               |  |
| 1975年（昭和50年） | 26,583人                               |  |
| 1980年（昭和55年） | 36,314人                               |  |
| 1985年（昭和60年） | 43,485人                               |  |
| 1990年（平成2年） | 52,817人                               |  |
| 1995年（平成7年） | 56,739人                               |  |
| 2000年（平成12年） | 63,487人                               |  |
| 2005年（平成17年） | 70,998人                               |  |
| 2010年（平成22年） | 75,227人                               |  |
| 2015年（平成27年） | 77,561人                               |  |
| 2020年（令和2年） | 78,113人                               |  |

平成27年国勢調査より前回調査からの人口増減をみると、3.30％増の77,561人であり、増減率は県内39市町村中2位。国立社会保障・人口問題研究所調べ（『日本の将来人口推計』平成18年刊）によると、2050年の人口は2006年と比して奈良県の市町村で唯一増加の見通しとなっている。だが、近年は前年同月比で僅かながらも減少する月が見られ、予想でも人口減少が本格化する時期が、2035年ごろから2025年ごろと変更され、人口ビジョンの目標値も8万5000程度から7万5000程度まで引き下げられるなど、人口の維持が危ぶまれている。
- データ出典 : 奈良県統計課の調査による各年10月1日の人口。
- 住民基本台帳人口は2020年12月31日現在で79,197人だったが、2023年12月31日現在で78,585人と減少している。
- 前述の通り、人口増加率は鈍化・減少傾向にある。

### 官公庁

#### 国・県の機関
- 奈良県警察 香芝警察署（畑）
  - 市内には、五位堂（瓦口）、志都美（上中）、二上（畑）の各交番および、関屋駐在所（関屋）が置かれている。
- 奈良県広域消防組合 香芝消防署（本町）
  - 消防広域化前は香芝・広陵消防組合が置かれていた。
- 美濃園（尼寺） : 香芝・王寺環境施設組合が設置するごみ処理施設。

#### 市の機関
- 市役所（本町）
- 香芝市総合福祉センター（逢坂）
- 保健センター（逢坂）
- 収集センター（五ヶ所）
- 上下水道部（今泉）
- ふたかみ文化センター（藤山）
  - 香芝市市民図書館
  - 二上山博物館
  - 市民ホール
- 香芝市中央公民館（下田西）
- モナミホール（下田西）→1973年着工・1975年ごろ完成　現在の耐震強度基準を大きく下回っているなどの諸事情で2020年12月18日で閉館し解体される。
- 香芝市総合体育館（本町）
- 香芝市総合プール（穴虫）→2021年3月23日閉鎖
- 尼寺廃寺跡学習館（尼寺）

## 隣接する自治体
- 奈良県
  - 大和高田市、葛城市、北葛城郡王寺町、上牧町、広陵町
- 大阪府
  - 羽曳野市、柏原市、南河内郡太子町

## 交通

### 鉄道
- 西日本旅客鉄道（JR西日本）
  - 和歌山線：志都美駅 - 香芝駅 - JR五位堂駅
- 近畿日本鉄道（近鉄）
  - D大阪線：関屋駅 - 二上駅 - 近鉄下田駅 - 五位堂駅
  - F南大阪線：二上山駅

JTB時刻表では近鉄下田駅を代表駅としている。なお、乗降客数は近鉄五位堂駅の方が多い。

### 路線バス
奈良交通
- 一般路線バス
五位堂駅から真美ヶ丘ニュータウン方面や王寺駅行きが、白鳳台地区から王寺駅行きがそれぞれ運行されている。
- 高速バス
やまと号
- 五位堂駅 - 行き

香芝市コミュニティバス
- 市内各地から市役所や総合福祉センターへの送迎バスが運行されている。

香芝市デマンド交通
- 市内約280か所に設定された乗降場所（官庁関連施設・銀行・郵便局・商業施設・医療施設・駅など）のほか、利用登録者の自宅にも直接向かう。利用登録済の香芝市民のみ乗車可能。土休運休。

### 道路

#### 有料道路
- 西名阪自動車道（高速道路）
  - 香芝サービスエリア - 香芝インターチェンジ

#### 一般国道
- 国道165号（大和高田バイパス）
- 国道168号

#### 県道
- 地域高規格道路
  - 中和幹線（奈良県道105号）
- 主要地方道
  - 奈良県道12号堺大和高田線
  - 奈良県道30号御所香芝線
  - 奈良県道54号香芝インター線
- 一般県道
  - 奈良県道203号上中下田線
  - 奈良県道204号下田良福寺線
  - 奈良県道703号香芝太子線

## 名所・旧跡・観光スポット・祭事・催事

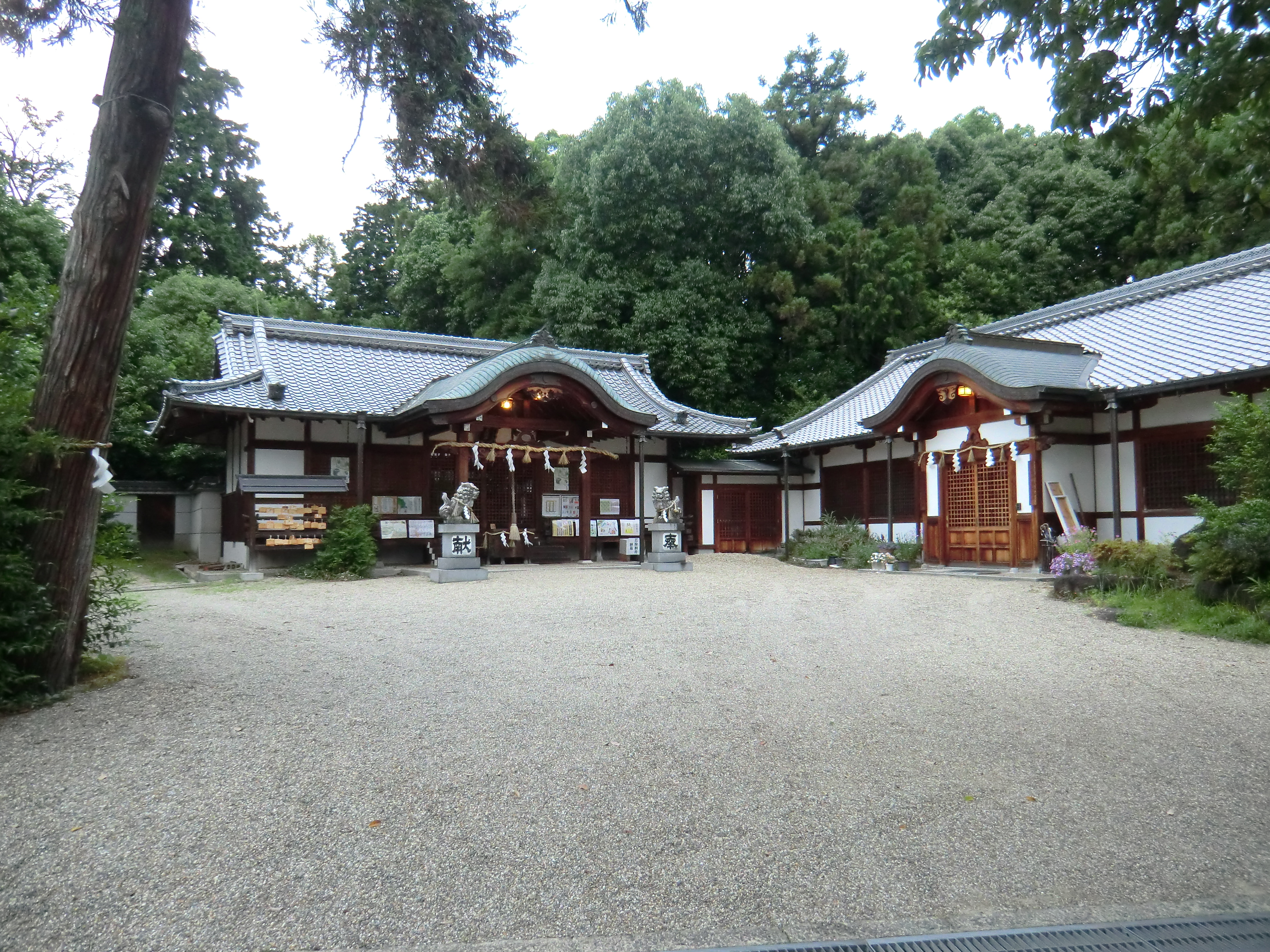
鹿嶋神社

### 名所・旧跡
- 屯鶴峯（どんづるぼう、奇勝・県天然記念物）（穴虫）
- 顕宗天皇陵（北今市）
- 武烈天皇陵（今泉）
- 平野塚穴山古墳（平野、国指定史跡）
- 狐井城山古墳（狐井）市内最大の古墳(前方後円墳)
- 阿日寺 : 別名「ぽっくり寺」（良福寺）
- 志都美神社（今泉）
- 鹿嶋神社（下田西）
- 大坂山口神社（穴虫）
- 大坂山口神社（逢坂）
- 千股池（奈良県景観資産、カシバプラス認定）（良福寺）
- 専称寺（畑）尋源桜:しだれ桜（樹齢約200年：奈良県保護樹木）
- 福應寺（狐井）板佛（毎年7月9日のみ開帳）
- 尼寺廃寺跡（尼寺、国指定史跡）

### 催事
- 香芝ふれあいフェスタ（11月）： 2009年、2020年、2021年は、感染症流行による感染防止のために中止
- 冬彩（12月） : 市民有志により開催される「市民祭」

- かしば産業展 (3月)
- 香芝検定（３月）：市民有志による香芝検定実行委員会によるご当地検定

## 著名な出身者
- 荒本一成（アマチュアボクサー）
- 大西広樹（野球選手）
- 奥村彪生（伝統料理研究家）
- 川端知貴（芸人、吉本興業）
- 下村敏博（弁護士）
- 笑福亭鉄瓶（落語家）
- 白石涼子（声優）[9]
- 寺田晃弘（お笑い芸人、「ヤング」）
- 中村真人（野球選手）
- 奈美悦子（女優、タレント）
- 楢﨑正剛（元サッカー選手（ゴールキーパー）、1998年・2002年のFIFAワールドカップ日本代表）
- 西田凌佑（プロボクサー）
- 吹石一恵（女優）
- 藤高宗一郎（バスケットボール選手）
- 古田泰士（サッカー選手）
- 山中美和子（陸上競技選手）
- 吉川政重（政治家、行政書士）
- RINA（アーティスト、SCANDALドラマー）
- 鷲尾千尋（朝日放送テレビアナウンサー）
- 和田友徳（お笑い芸人、「ヘッドライト」）

## ゆかりのある人物
- 斉藤初音（CBCテレビアナウンサー）- 大阪府吹田市生まれ。中学、高校生の頃に暮らす[10]。